# Àmfora
|  | Aquest article tracta sobre el recipient. Si cerqueu la unitat de mesura, vegeu «quadrantal». |

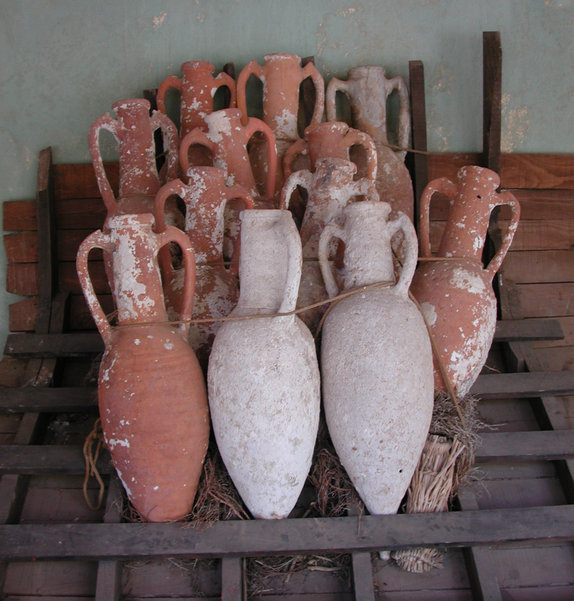
Àmfores exhibides al castell de Bodrum, Turquia.

Una àmfora (grec antic: ἀμφορεύς, llatí: Amphora) és un recipient de terrissa de cos ovalat i coll estret flanquejat per dues nanses, normalment acabat en un piu, i que és usada per a guardar-hi i transportar-hi aliments.
El material habitual de l'àmfora era la terrissa, segons Horaci i per això també se l'anomenava testa. Homer parla d'àmfores d'or i de pedra. En èpoques posteriors també hi van haver àmfores de vidre, i se n'han trobat diverses a Pompeia. Corneli Nepot esmenta, com a gran raresa, àmfores fetes d'ònix, de les que també en parla Plini el Vell. De vegades portava estampat el nom del fabricant, o del lloc de fabricació.
Les àmfores s'utilitzaven per a la conservació de diversos aliments que requerien una cura especial, com ara el vi, l'oli, la mel, el raïm, les olives i altres fruits. Xenofont diu que també s'usaven per guardar les carns conservades en vinagre, i Heròdot explica que s'hi podia guardar or fos i plom. Homer i Sòfocles diuen que les àmfores s'usaven també com a urnes funeràries. Es partien pel mig, s'hi posava el cadàver i es tornaven a tancar, segellant-les amb fang.

## Tipus d'àmfores

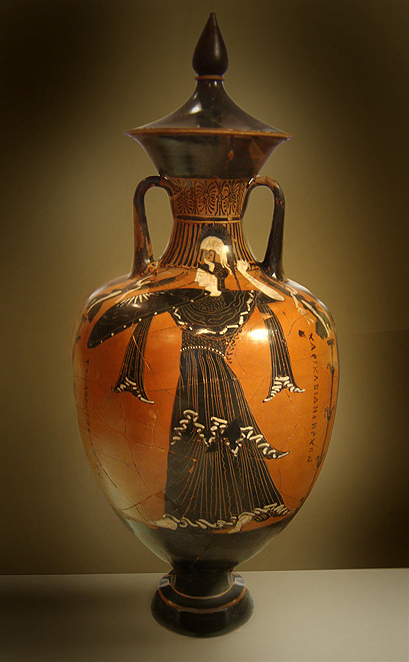
Àmfora grega amb la imatge de la deessa Atena.

- Cadus: àmfora per contenir vi i ser transportada en vaixell.
- Àmfora africana: àmfora fabricada al nord d'Àfrica entre el segle ii aC i el segle vii i sobretot durant el baix Imperi.
- Àmfora bètica: àmfora fabricada al sud de la península Ibèrica durant l'Imperi Romà, caracteritzada per una pasta vermella o beix, i una engalba clara.
- Àmfora brindisina: àmfora de forma globular fabricada a Bríndisi durant els segles II i I aC, caracteritzada per una pasta beix.
- Àmfora ebusitana: àmfora fabricada a Eivissa entre els segles VII aC i II, caracteritzada per una pasta rosada.
- Àmfora etrusca: àmfora fabricada a Etrúria entre els segles VIII i III aC, caracteritzada generalment per una pasta marronosa.
- Àmfora fenícia: àmfora fabricada a Fenícia i les seves colònies entre els segles IX i VI aC, caracteritzada per una pasta bicroma, generalment grisa i rosada.
- Àmfora grecoitàlica: àmfora fabricada a la Itàlia central i meridional entre els segles IV i II aC, caracteritzada per una pasta rosada i un llavi triangular.
- Àmfora itàlica: àmfora fabricada a la costa tirrena durant els segles II i I aC, caracteritzada per una pasta vermellosa amb desgreixant d'olivina i augita i una engalba de color crema.
- Àmfora massaliota: àmfora fabricada a Marsella entre els segles VI i II aC, caracteritzada per una pasta clara amb abundant desgreixant de mica argentada.
- Àmfora oriental: àmfora fabricada a la Mediterrània oriental entre els segles I i VII, caracteritzada per una pasta marró beix amb desgreixant de mica.
- Àmfora púnica: àmfora fabricada al món cartaginès entre els segles VIII i I aC, caracteritzada per una pasta marronosa amb desgreixant de quars.
- Àmfora tarraconense: àmfora fabricada al nord-est de la península Ibèrica durant l'Imperi Romà, caracteritzada per una pasta marró vermellosa i una engalba blanca.[8]
- Amforisc: àmfora petita usada per a guardar-hi perfums.